# Erecció
L'erecció del penis, el clítoris o els mugrons és el seu estat engrandit i ferm. Depèn d'una complexa interacció de factors psicològics, neurals, vasculars i endocrins. La capacitat de mantenir un estat d'erecció és la clau del sistema reproductor i moltes formes de vida no podrien reproduir-se de manera natural sense aquesta capacitat.

## Erecció del penis

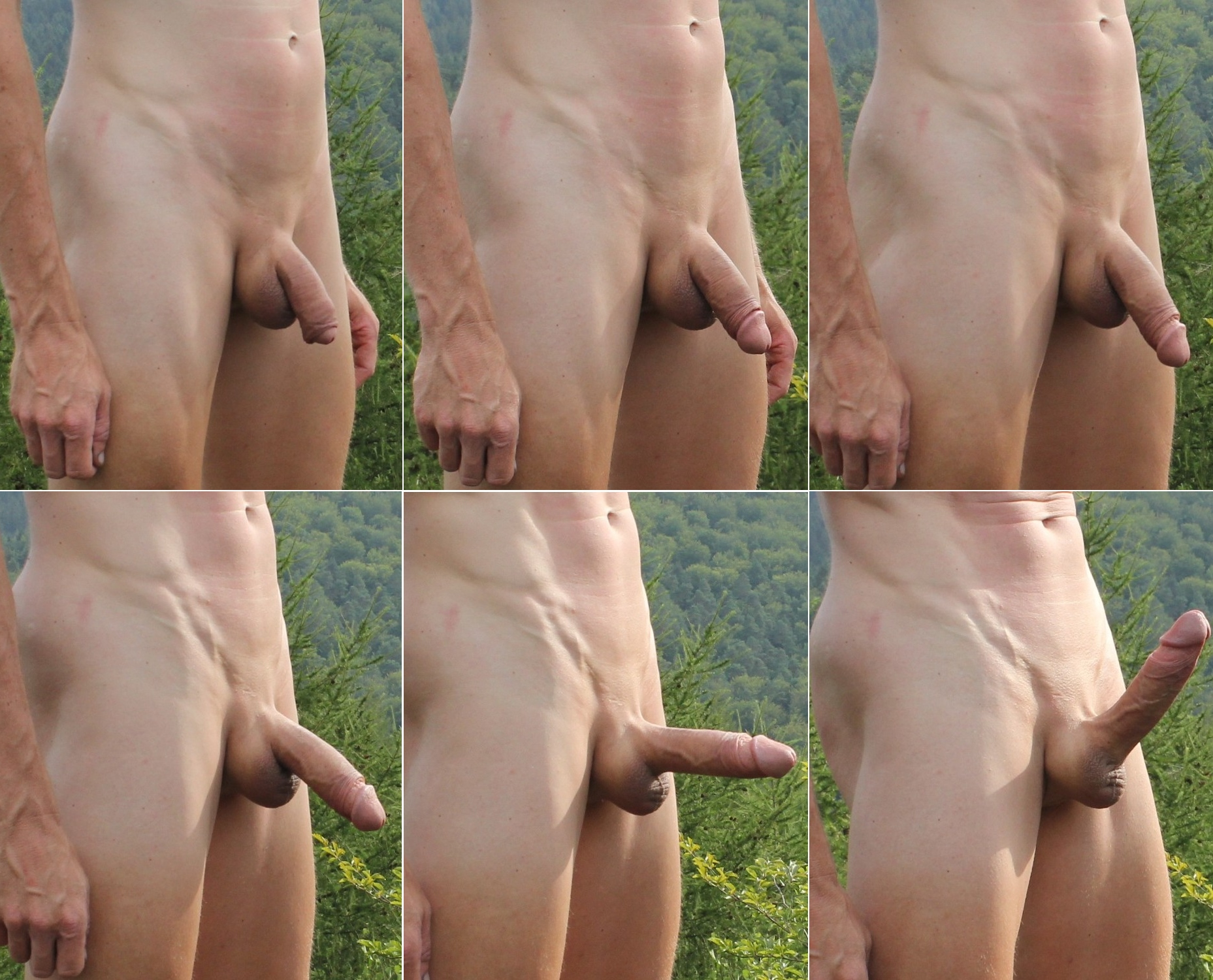
Etapes d'una erecció

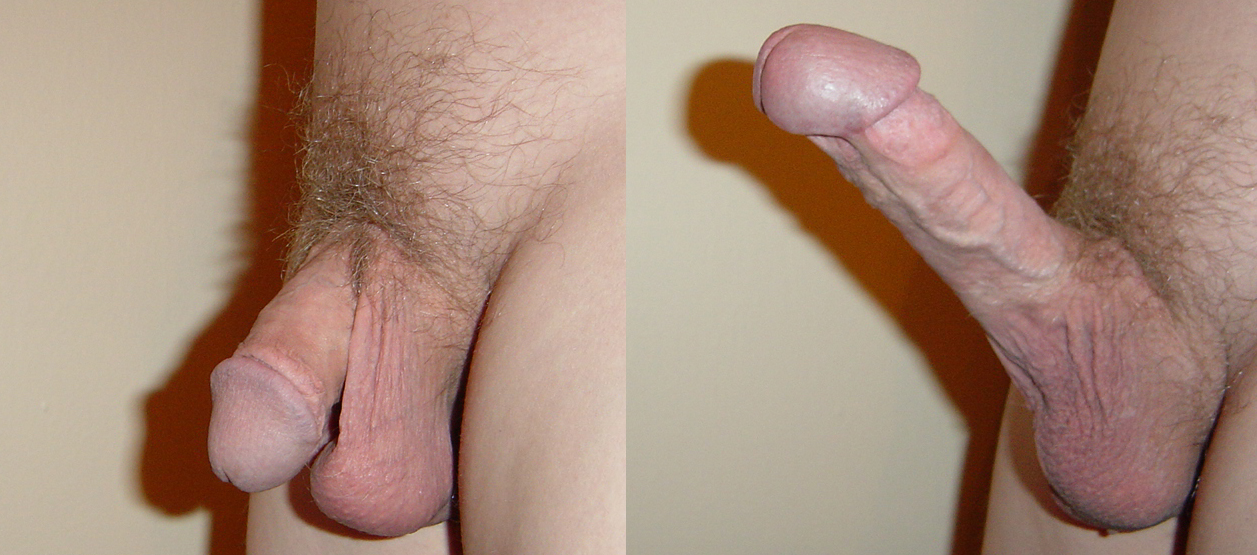
Un penis circumcidat flàccid (esquerra) i erecte (dreta).

L'erecció té lloc quan dues estructures tubulars que s'estenen al llarg del penis, els cossos cavernosos del penis s'inflen amb sang venosa. Això pot ser el resultat de qualsevol d'entre una sèrie d'estímuls fisiològics, coneguts com a excitació sexual. El cos esponjós és una estructura tubular única situada sota els cossos cavernosos, que conté la uretra, a través de la qual passen l'orina i el semen durant la micció i l'ejaculació, respectivament. Aquest cos també pot inflar-se lleugerament amb sang, però menys que els cossos cavernosos. Quan un mascle ja ha ejaculat durant un acte sexual o la masturbació, la seva erecció sol acabar-se, però això pot prendre temps depenent de la llargada i el gruix del penis.
L'erecció penil sol ser el resultat d'una estimulació sexual de l'excitació sexual, però també pot tenir lloc si la bufeta urinària està plena. En alguns mascles, l'erecció pot tenir lloc espontàniament a qualsevol moment del dia; rep el nom de tumescència nocturna del penis quan té lloc durant la son REM.
Una erecció resulta en una tumefacció, un enduriment i un augment de la mida del penis, permetent el coit. L'escrot també pot tensar-se durant una erecció. No totes les activitats sexuals requereixen una erecció.

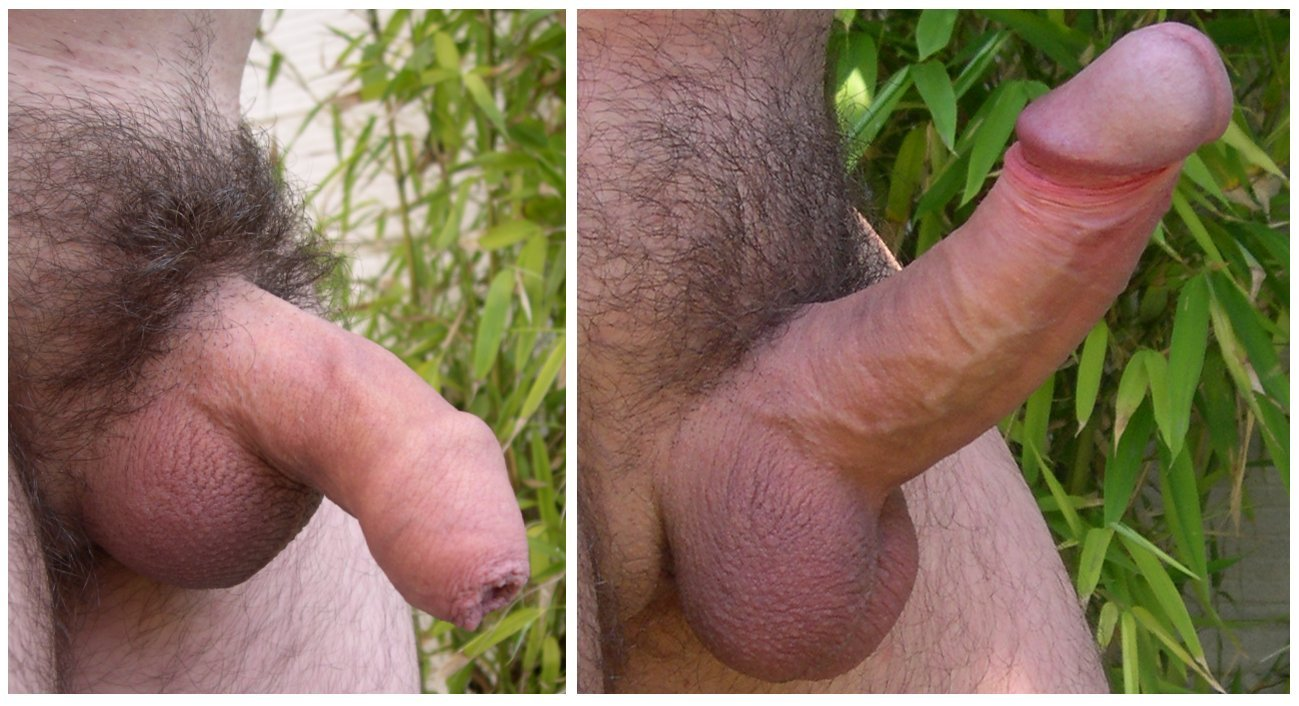
Un penis no circumcidat, flàccid amb el prepuci no retret (esquerra) i erecte amb el prepuci retret (dreta).

### Control autònom
Quan hi ha una estimulació mecànica, l'erecció és iniciada per la divisió parasimpàtica del sistema nerviós autònom (SNA), amb una participació mínima del sistema nerviós central. Les branques parasimpàtiques s'estenen des del plexe sacre cap a les artèries que reguen el teixit erèctil; quan són estimulades, aquestes branques nervioses comencen a alliberar monòxid de nitrogen, NO, un agent vasodilatador, a les artèries objectiu. Les artèries es dilaten, omplint el cos esponjós i els cavernosos amb sang. L'erecció desapareix quan es posa fi a l'estimulació parasimpàtica; l'estimulació de referència de la divisió simpàtica de l'SNA causa una constricció de les artèries penils, forçant la sortida de la sang del teixit erèctil.
L'escorça cerebral pot iniciar l'erecció en l'absència d'estimulació mecànica directa (en resposta a estímuls visuals, auditius, olfactius, imaginaris o tàctils), actuant a través de centres erèctils de les regions lumbar i sacra de la medul·la espinal. L'escorça pot suprimir l'erecció fins i tot en presència d'estimulació mecànica, igual que ho poden fer altres factors psicològics, emocionals i ambientals.
El terme oposat és destumefacció.

### Forma i mida

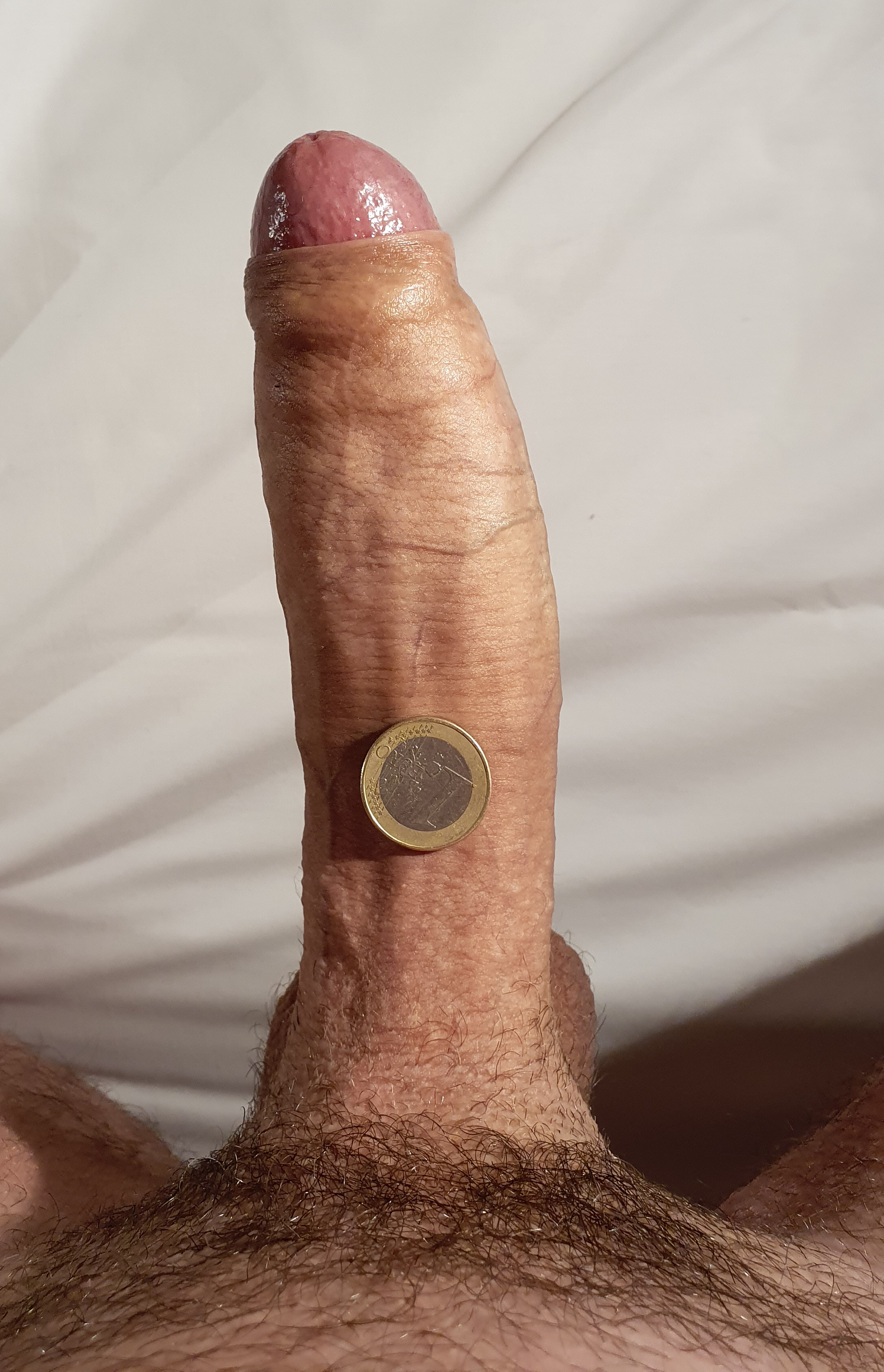
Un penis erecte corbat a l'esquerra.

Un penis erecte pot prendre una varietat de formes i angles diferents, que van des d'un tub recte a un angle de 45-90° a una curvatura cap a l'esquerra o la dreta, cap amunt o cap avall. Un penis molt corbat, una condició coneguda com a malaltia de Peyronie, és identificada per una corba tancada al penis erecte. Això pot causar efectes físics i fisiològics en l'individu afectat, que podrien incloure una disfunció erèctil o dolor durant l'erecció. Els tractaments inclouen medicació oral (com ara amb vitamina E) o cirurgia, que gairebé sempre és reservada com a últim recurs.
En general, la mida d'un penis erecte roman fixa a partir de la vida post-pubescent. Se'n pot augmentar la mida per cirurgia, tot i que l'allargament del penis és controvertit, i segons un estudi la majoria d'homes no queden satisfets amb el resultat.